# Fundación Hondureña de Investigación Agrícola
Die Fundación Hondureña de Investigación Agrícola (Honduranische Stiftung für Agrarforschung), kurz FHIA, ist eine gemeinnützige Forschungseinrichtung mit Sitz in San Pedro Sula im Departamento Cortés in Honduras.
Das wesentliche Forschungsfeld sind Entwicklung krankheitsresistener Pflanzen, insbesondere von Dessertbananen und Kochbananen, aber auch anderer Arten der örtlichen Agrarpflanzen wie Kakao. Die Stiftung führt dabei das Entwicklungsprogramm der United Fruit Company (später aufgegangen in Chiquita Brands International) fort, die schon seit 1958 an der Züchtung neuer Bananensorten arbeitete. Die Stiftung erhält heute neben Gelder des honduranischen Staates auch Mittel aus dem Integrated Watershed Resources Management Program der United States Agency for International Development.
Forscher der FHIA entwickelten 1988 die erste Banane, die gegen die Krankheitsbedrohungen der 'Cavendish'-Banane resistent ist. Die FHIA-01 'Goldfinger' wurde 1994 zum Patent angemeldet (US-Patent PP08983) und die spätere Züchtung der FHIA-03 'Sweetheart' wird bereits in Kuba angebaut. Geschmacklich näher an den heutigen Handelsbananen liegt dagegen die FHIA-17, während die Weiterentwicklung der FHIA-23 'Gros Michel' noch nicht anbaufähig ist.